# Golin jezik
Golin jezik (ISO 639-3: gvf; gollum, gumine), papuanski jezik transnovogvinejske porodice kojim govori oko 51 100 ljudi (Wurm and Hattori 1981) u papuanovogvinejskoj provinciji Simbu (Chimbu), u distriktu Gumine. Ima nekoliko dijalekata: yuri, kia (kiari), golin, keri i marigl. 
Pripada skupini jezika chimbu-wahgi, i zajedno s još šest drugih jezika podskupini chimbu. Njihovim jezikom govore i Mian bush people koji žive u selu Nondiri.

## Vanjske poveznice
- Ethnologue (14th)
- Ethnologue (15th)